# ناحیه کینگ (شهرستان کریستین، ایلینوی)
ناحیه کینگ، شهرستان کریستین، ایلینوی (به انگلیسی: King Township) یک منطقهٔ مسکونی در ایالات متحده آمریکا است که در شهرستان کریستین، ایلینوی واقع شده‌است. ناحیه کینگ ۲۴۴ نفر جمعیت دارد و ۱۹۳ متر بالاتر از سطح دریا واقع شده‌است.